# Kněždub
Kněždub település Csehországban, Hodoníni járásban. Kněždub Strážnice, Hroznová Lhota, Hrubá Vrbka, Žeraviny, Vnorovy és Tvarožná Lhota településekkel határos. Lakosainak száma 1034 fő (2024. január 1.).

## Népesség
A település lakosságának változását az alábbi diagram mutatja:
| Lakosok száma | 1191 | 1352 | 1314 | 1313 | 1156 | 1113 | 1127 | 1102 | 1036 | 1034 |
|               | 1869 | 1900 | 1921 | 1961 | 1980 | 2011 | 2016 | 2019 | 2021 | 2024 |